# Decepção

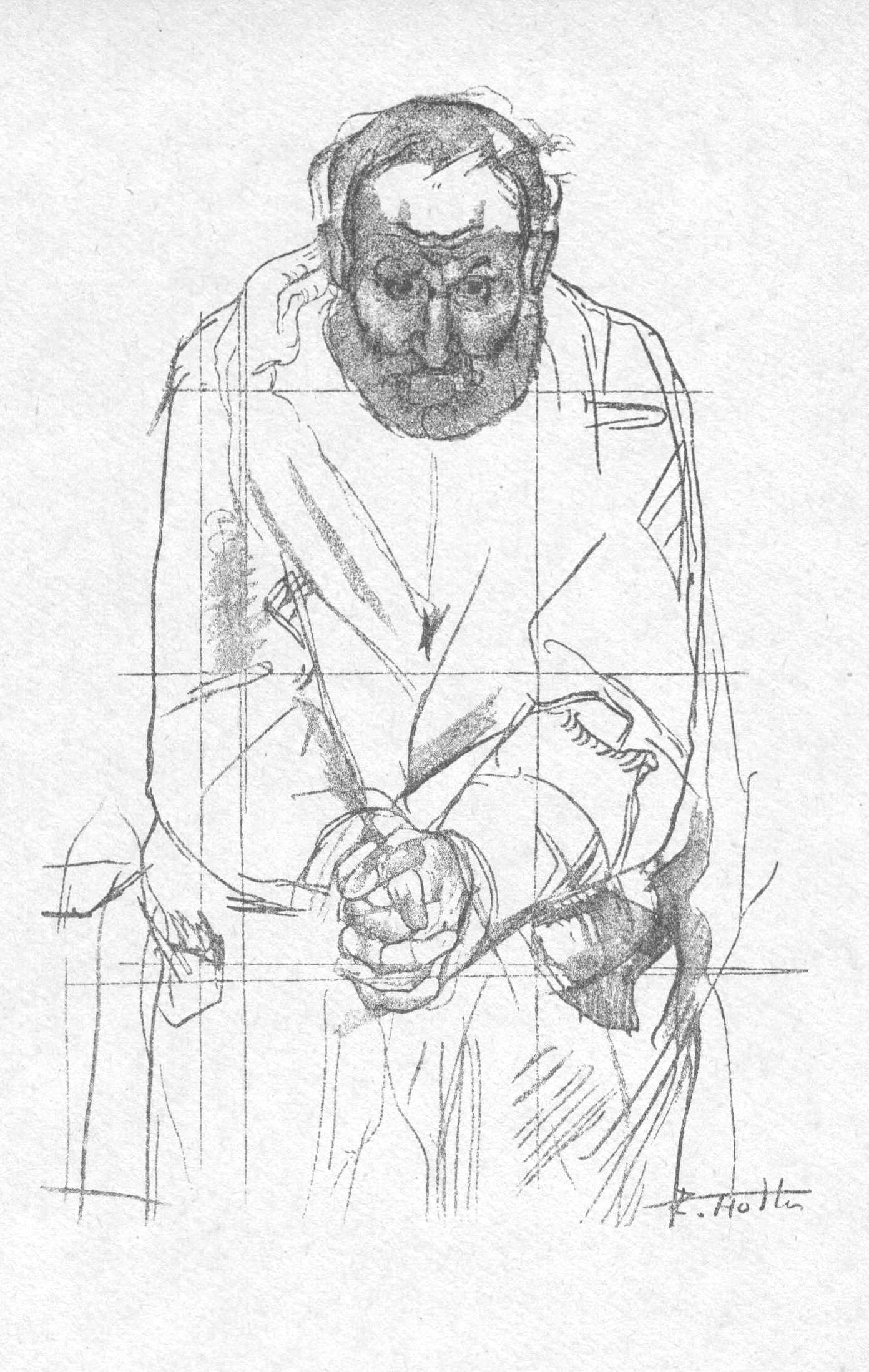
Estudo sobre o "desapontado" (1891); desenho de Ferdinand Hodler - com um ensaio por Hermann Kesser e posfácio por Albert Baur, Rhein-Verlag, Basel 1921

A decepção (AO 1990: decepção ou deceção), desapontamento ou desilusão é o sentimento de insatisfação que surge quando as expectativas sobre algo ou alguém não se concretizam. É semelhante ao arrependimento, mas difere deste na medida em que o arrependimento está focado nas escolhas pessoais que levaram a um resultado negativo, enquanto que a decepção está focada no próprio resultado.É uma fonte de estresse psicológico. O estudo da decepção- suas causas, impacto, e o grau em que decisões individuais são motivadas pelo desejo de evitá-la - é um foco no campo de análise de decisões, já que  a decepção é uma de duas emoções envolvidas em tomadas de decisão.
Geralmente está associada com a tristeza e com a frustração. A intensidade da decepção é proporcional ao tempo, valor simbólico e intensidade da expectativa.[carece de fontes?]

## Etimologia
Do inglês, disappoint, vem do inglês médio disappointen, vindo do francês antigo desapointer. Em sentido literal, significa "remover do cargo." Seu uso como no sentido de frustração tem origens no século XV, e o primeiro uso escrito em inglês como estado emocional de desânimo vem do meio do século XVIII.

## Psicologia
A decepção é uma resposta relacionada a recompensas antecipadas. Os resultados psicológicos da decepção variam bastante entre indivíduos; enquanto alguns se recuperam facilmente, outros se "atolam" em frustração ou se tornam depressivos. Um estudo em 2004 com crianças com histórico parental de depressão iniciada na infância, mostrou que há várias predisposições genéticas que resultam numa recuperação mais devagar após decepções. Apesar de nem todos se tornarem depressivos após decepções, a depressão pode quase sempre ser observada como uma decepção secundária (na teoria psicanalítica.
A decepção, e a inabilidade de se preparar para esta, também foi teorizado como a causa de problemas ocasionais no sistema imunológico de otimistas. Enquanto otimistas são em geral mais saudáveis, eles podem exibir menos imunidade causado por estresse incontrolável ou prolongado, fenômeno que pesquisadores atribuíram ao "efeito decepção". Esse efeito postula que  otimistas não usam "amortecimento emocional" para se preparar para a decepção, e portanto são menos capazes em lidar com tal. Tal efeito foi testado durante os anos 90 pela pesquisadora Suzanne C. Segerstrom, que publicou vários artigos avaliando sua plausabilidade. O resultado de suas pesquisas sugere que, ao em vez de não conseguirem lidar com decepções, otimistas tendem mais a enfrentar seus problemas, e por isso tem sua imunidade afetada.
Em 1994, o psicoterapeuta Ian Craib publicou o livro A Importância da decepção, no qual ele se baseia nos trabalhos de Melanie Klein e Sigmund Freud para avançar a teoria de que culturas que evitam decepções promovem expectativas falsas de perfeição na vida e prevem pessoas de conseguirem uma identidade própria saudável. Craib ofereceu dois exemplos de casos legais de vitimas de erros médicos, as quais teriam aceitado acidentes durante suas vidas, e pessoas em luto após a morte de um ente querido, que, segundo Craib, são dadas por terapeutas um falso plano de recuperação (como superar a perda), que serve mais para confortar o terapeuta do que quem sofreu a perda em si. Em um artigo de 2004, a revista Psychology Today recomendou superar a decepção por meio de passos concretos, incluindo aceitar que fatores que impedem a pessoa de avançar (setbacks) são comuns, estabelecer objetivos realísticos, planejar seus passos, pensar sobre modelos positivos, procurar apoio, e superar etapas uma por uma ao em vez de tentar resolver o problema de uma vez só.